# Championnat du Bhoutan de football 2024
Navigation
Saison précédente Saison suivante
La saison 2024 du Championnat du Bhoutan de football est la treizième édition du championnat national de première division au Bhoutan.  
Le Paro FC, tenant du titre, remporte de nouveau la compétition.

## Les clubs participants
Les six premiers du Championnat du Bhoutan 2023 sont rejoint par les quatre premiers du tournoi de qualification qui comporte huit équipes. 
- Clubs de Premier League 2023 : 
  - Transport United
  - Thimphu City FC
  - Paro FC
  - BFF Academy FC remplace Druk Lhayul FC
  - Royal Thimphu College FC
  - Tensung FC
- Promus des qualifications 2024 :
  - Daga United
  - Tsirang FC
  - Phuentsholing Heroes FC
  - Samtse FC

## Compétition

### Classement
| Rang | Équipe                    | Pts | J  | G  | N | P  | Bp | Bc | Diff |
| ---- | ------------------------- | --- | -- | -- | - | -- | -- | -- | ---- |
| 1    | Paro FC T                 | 47  | 18 | 15 | 2 | 1  | 81 | 17 | +64  |
| 2    | Transport United          | 41  | 18 | 13 | 2 | 3  | 51 | 22 | +29  |
| 3    | Thimphu City FC           | 39  | 18 | 12 | 3 | 3  | 50 | 21 | +29  |
| 4    | Royal Thimphu College FC  | 33  | 18 | 9  | 6 | 3  | 38 | 26 | +12  |
| 5    | Samtse FC P               | 24  | 18 | 7  | 3 | 8  | 41 | 51 | -10  |
| 6    | Tensung FC                | 22  | 18 | 6  | 4 | 8  | 24 | 39 | -15  |
| 7    | BFF Academy FC            | 15  | 18 | 4  | 3 | 11 | 16 | 35 | -19  |
| 8    | Phuentsholing Heroes FC P | 14  | 18 | 4  | 2 | 12 | 25 | 53 | -28  |
| 9    | Tsirang FC P              | 13  | 18 | 3  | 4 | 11 | 25 | 37 | -12  |
| 10   | Daga United P             | 7   | 18 | 2  | 1 | 15 | 23 | 73 | -50  |

|  | Qualification pour la Challenge League de l'AFC 2025-2026  |
|  | Qualifié pour le tournoi de qualification 2025             |
|  | T : Tenant du titre P : Promu de la ligue de qualification |

## Bilan de la saison
| Championnat du Bhoutan de football 2024 |                    |
| Champion                                | Paro FC (5e titre) |
| Qualifications continentales            |                    |
| Challenge League de l'AFC 2025-2026     | Paro FC            |
| Promotions et relégations               |                    |
| Promus en Premier League                |                    |
| Relégués en Super League                |                    |